# Cristianesimo in Mauritania
Il cristianesimo in Mauritania è una religione fortemente minoritaria. La Mauritania è una repubblica islamica e l'islam è considerato religione di stato. 
I cristiani in Mauritania sono circa 4.500, pari allo 0,12-0,14% della popolazione. La maggior parte dei cristiani è costituita da immigrati; il numero dei cristiani indigeni è stimato fra i 400 e i 1.000 individui. I cristiani sono in maggioranza cattolici: il numero dei protestanti è intorno ai 200 individui. La pratica della religione cristiana è soggetta a numerose limitazioni. Dato che la conversione dei musulmani ad un’altra religione è vietata, è proibito il proselitismo tra i musulmani e la distribuzione di materiale religioso non musulmano; ai cristiani è tuttavia consentito detenere privatamente nella propria abitazione la Bibbia e materiale religioso cristiano. Il culto cristiano è permesso solo nelle chiese autorizzate, di cui cinque sono cattoliche e una protestante. Le chiese cattoliche si trovano a Nouakchott, Rosso, Zouérat, Atar, Nouadhibou.